# Setariopsis
Setariopsis és un gènere de plantes de la família de les poàcies, ordre de les poals, subclasse de les commelínides, classe de les liliòpsides, divisió dels magnoliofitins.

## Taxonomia
- Setariopsis auriculata (E. Fourn.) Scribn.
- Setariopsis glauca (L.) Samp.
- Setariopsis italica (L.) Samp.
- Setariopsis latiglumis (Vasey) Scribn.
- Setariopsis scribneri Mez
- Setariopsis verticillata (L.) Samp.
- Setariopsis viridis (L.) Samp.